# ميكيل لاسا
ميكيل لاسا غويكوتشيا (بالإسبانية: Mikel Lasa Goikoetxea)‏ (مواليد 9 سبتمبر 1971) هو لاعب كرة قدم إسباني سابق في مركز الظهير الأيسر ، ولعب للعديد من الأندية الإسبانية ، ولعب لمنتخب إسبانيا لكرة القدم في تصفيات كأس العالم لكرة القدم 1994 (أوروبا).

## بطولات وإنجازات اللاعب

### ريال مدريد
- الدوري الإسباني لكرة القدم: 1994–1995 ، 1996–1997
- كأس ملك إسبانيا: 1992–1993
- كأس السوبر الإسباني: 1993

### منتخب إسبانيا تحت 16
- بطولة أوروبا تحت 16 سنة لكرة القدم: 1988

### منتخب إسبانيا تحت 23
- الألعاب الأولمبية الصيفية: 1992

## روابط خارجية
- ميكيل لاسا على موقع الاتحاد الدولي (مؤرشف)  (الإنجليزية)
- ميكيل لاسا على موقع قاعدة بيانات كرة القدم.إي يو (الإنجليزية)
- ميكيل لاسا على موقع ناشيونال فوتبول تيمز (الإنجليزية)
- ميكيل لاسا على موقع أوليمبيديا (الإنجليزية)